# Yayladere (district)
Yayladere is een Turks district in de provincie Bingöl en telt 2.087 inwoners (2007). Het district heeft een oppervlakte van 429,7 km². Hoofdplaats is Yayladere.
De bevolkingsontwikkeling van het district is weergegeven in onderstaande tabel.
| 1997  | 2000  | 2007  |
| ----- | ----- | ----- |
| 2.794 | 4.050 | 2.087 |